# Dolores Delahanty
Dolores Delahanty (Rockford, Illinois, 23 de octubre de 1929) es una activista social y líder política estadounidense. Fue miembro fundadora de la Asamblea Política Nacional de Mujeres durante los primeros movimientos de derechos civiles y fue fundamental para el éxito de la Ley de Crédito Justo de Kentucky. Delahanty ha dedicado su vida al activismo, especialmente para mejorar la calidad de vida de las mujeres y los niños de Kentucky.

## Carrera

### Primeros años y década de 1970
Tras graduarse de la Universidad de Louisville en 1964, Delahanty empezó a participar en varias organizaciones de trabajo social por el bienestar de las mujeres y los niños. Trabajó de 1955 a 1965 como consultora de casos y oficial de libertad condicional en los Tribunales de Menores del Condado de Jefferson. Después se desempeñó como directora del Centro de Tratamiento del Grupo Parkland de 1965 a 1967. Delahanty pasó a dirigir la Oficina de Investigación y Planificación del Departamento Metropolitano de Servicios Sociales en Louisville de 1967 a 1973.
La pasión de Delahanty por el trabajo social se demostró en su enseñanza cuando se convirtió en profesora del Colegio Bellarmine-Ursuline de 1966 a 1967. Centró los estudios de sus estudiantes en los problemas sociales y los métodos de trabajo social. Más tarde se convirtió en profesora adjunta en la Universidad de Louisville. Delahanty se preocupaba por la educación y fue miembro de varias juntas escolares, incluida la Junta de Asesoramiento sobre Vida Familiar y Educación Sexual de la Junta de Educación del Condado de Jefferson.
Con el tiempo, Delahanty se convirtió en presidenta del capítulo de Kentucky de la Asociación Nacional de Trabajadores Sociales y, más tarde, en vicepresidenta de la misma asociación a nivel nacional, presidiendo además su Fideicomiso de Seguros. También formó parte del Comité Asesor de Kentucky de la Comisión de Derechos Civiles de los Estados Unidos. Este comité recopiló investigaciones y pruebas de que ni la raza ni el género estaban debidamente representados en la fuerza policial de Kentucky en un informe de 1978 titulado A Paper Commitment: Equal Employment Opportunity in the Kentucky Bureau of State Police.
Uno de sus mayores logros se refiere a su trabajo con la Asamblea Política Nacional de Mujeres. Como defensora de los derechos de la mujer, Dolores luchó por la igualdad de oportunidades de la mujer en la política. Delahanty participó en los inicios de la Asamblea Política Nacional de Mujeres y asistió a su primera reunión en julio de 1971. En septiembre del mismo año cofundó el Grupo de Mujeres Políticas de Kentucky (KWPC). Dirigió un desafío a las credenciales de la delegación demócrata de Kentucky en la convención nacional de 1972 en Miami: en el futuro, todas las delegaciones de las convenciones nacionales demócratas debían ser 50% femeninas. Luego sirvió como Presidente del Comité de la Convención Nacional en 1974. De 1973 a 1976, Delahanty fue secretario de la Comisión de Mujeres del Gobernador de Kentucky.

### Décadas de 1980 y 1990
En 1982, mientras trabajaba en el Departamento de Servicios Humanos del Condado de Jefferson, Delahanty formó parte de un grupo de trabajo para fundar el Proyecto Warm, una organización que proporciona servicios gratuitos de climatización a personas de bajos ingresos además de brindar información sobre cómo conservar el calor durante el invierno. Su amplia experiencia la llevó a convertirse en consultora de gestión de organizaciones sin fines de lucro en la década de 1990, incluso se desempeñó como asesora principal del Gabinete de Familias y Niños de Kentucky.

### Décadas de 2000, 2010 y actualidad
En el año 2000 fue elegida por el partido demócrata para un período de cuatro años como Comisionada del Distrito "B" en el Condado de Jefferson. En 2009 Delahanty formó parte de un grupo de trabajo para abordar la ubicación de refugios para personas sin hogar. Entre los miembros del grupo de tareas figuraban miembros de organizaciones sin fines de lucro como la Liga de Mujeres Votantes y la Coalición de Vecinos de Louisville, representantes de la comunidad empresarial y de desarrollo de la vivienda, la prensa, miembros de diversas organizaciones de servicios de extensión y organismos gubernamentales como la Junta de Ajustes de Zonificación, el Sexto Distrito Metropolitano del condado de Jefferson-Louisville y el Distrito de Administración del Centro de Louisville. El grupo de tareas elaboró directrices sobre los lugares en que se puede construir un refugio para personas sin hogar y para enmendar el Código de Desarrollo de Tierras del Metro de Louisville.
Delahanty es miembro del Consejo de Administración voluntario de la Fundación Comunitaria de Louisville, un líder filantrópico regional que presta apoyo a organizaciones sin fines de lucro en Louisville y sus alrededores.

## Premios y reconocimientos
- Premio al ciudadano distinguido de la ciudad de Louisville en 1974
- Premio Mary Rhodes en 1982
- Exbecaria de la Universidad de Louisville
- Mujer Distinguida, otorgado por el Centro para la Mujer y la Familia
- Incluida en el Salón de la Fama de los Derechos Civiles de Kentucky en 2012[6]